# 사카이 미나
사카이 미나(일본어: 酒井 美直, 1983년 1월 5일~ )는 일본의 무용가이며, 아이누 레블스의 전 대표이다.

## 생애
사카이 미나는 1983년, 일본 홋카이도 오비히로시에서 태어났다. 그녀의 이름 "미나"(美直)는, 아이누어로 "웃는다" 뜻이다. 4세때 춤을 배웠으며, 10세에 아이누 전통 무용을 배웠다. 이후 오비린 대학(桜美林大学) 국제학부를 전공하여 졸업했다.
2006년, 아이누 레블스를 결성하여 대표를 맡았고, 음악 또는 공연 활동을 하였고, 2010년 6월, 아이누 레블스는 해산하였다.

## 같이 보기
- 아이누
- 아이누 레블스